# Skander Souayah
Skander Souayah (en árabe: إسكندر السويح‎; Sfax, Túnez; 20 de noviembre de 1972) es un exfutbolista tunecino que jugaba en la posición de mediocampista.

## Carrera

### Club
Inicío su carrera en 1992 con el CS Sfaxien de su ciudad natal y participó en 253 partidos y anotó 28 goles, ganando el título de liga en la temporada 1994/95, la Copa de Túnez en el mismo año, la Copa CAF 1998 y la Liga de Campeones Árabe 2000. En la temporada 1999/2000 sería cedido a préstamo al Al-Ain FC de los Emiratos Árabes Unidos con quien sería campeón de la UAE Pro League, regresando al CS Sfaxien para la temporada 2000/01.
En 2001 firma contrato con el Espérance ST con el que anotó cuatro goles en 22 partidos y fue campeón de liga en tres ocasiones, retirándose en 2005.

### Selección nacional
Jugó para Túnez de 1994 a 2002, participó en 38 partidos y anotó siete goles, uno de ellos en el empate 1-1 ante Rumania en la Copa Mundial de Fútbol de 1998, el que sería el único gol de Túnez en el mundial. En marzo de 2002 recibió una suspensión de seis meses por parte de la FIFA por dopaje.
También formó parte de la selección que participó en la Copa Africana de Naciones 1994.

## Logros

### Club
- CLP-1: 4

1994-1995, 2001-2002, 2002-2003, 2003-2004
- Copa de Túnez: 1

1995
- Copa CAF: 1

1998
- Liga de Campeones Árabe: 1

2000